# Танзанія на літніх Олімпійських іграх 1988
На XXIV літніх Олімпійських іграх, що проходили у Сеулі у 1988 році, Танзанія була представлена 10 спортсменами (всі чоловіки) у двох видах спорту — легка атлетика та бокс. Прапороносцем на церемоніях відкриття і закриття був бігун Ікаджі Салум.
Країна вшосте за свою історію взяла участь у літніх Олімпійських іграх. Атлети Танзанії не завоювали жодної медалі.

## Бокс
Чоловіки
| Спортсмен             | Дисципліна | 1 раунд                        | 2 раунд                           | 3 раунд                   | Чвертьфінал        | Півфінал           | Фінал              | Фінал      |
| Спортсмен             | Дисципліна | Суперник Результат             | Суперник Результат                | Суперник Результат        | Суперник Результат | Суперник Результат | Суперник Результат | Місце      |
| --------------------- | ---------- | ------------------------------ | --------------------------------- | ------------------------- | ------------------ | ------------------ | ------------------ | ---------- |
| Бенджамін Мвангата    | до 51 кг   | BYE                            | Пітер Аєсу (MAW) W 5-0            | Альфред Котей (GHA) L 0-5 | не пройшов         | не пройшов         | не пройшов         | не пройшов |
| Хаджі Аллі            | до 54 кг   | Ібібонго Ндуїта (ZAI) L 2-3    | не пройшов                        | не пройшов                | не пройшов         | не пройшов         | не пройшов         | не пройшов |
| Раші Алі Гадь Матумла | до 63,5 кг | Дьєдонне Коуассі (CIV) W RSC-1 | В'ячеслав Яновський (URS) L RSC-3 | не пройшов                | не пройшов         | не пройшов         | не пройшов         | не пройшов |
| Джозеф Марва          | до 67 кг   | Кеннет Гулд (USA) L 1-4        | не пройшов                        | не пройшов                | не пройшов         | не пройшов         | не пройшов         | не пройшов |

## Легка атлетика
Чоловіки
Трекові і шосейні дисципліки
| Спортсмен        | Дисципліна           | Гіт       | Гіт   | Чвертьфінал | Чвертьфінал | Півфінал   | Півфінал   | Фінал      | Фінал      |
| Спортсмен        | Дисципліна           | Результат | Місце | Результат   | Місце       | Результат  | Місце      | Результат  | Місце      |
| ---------------- | -------------------- | --------- | ----- | ----------- | ----------- | ---------- | ---------- | ---------- | ---------- |
| Боай Аконай      | 10000 м              | 29:19.06  | 29    | не пройшов  | не пройшов  | не пройшов | не пройшов | не пройшов | не пройшов |
| Джон Бурра       | марафон              | Н/Д       | Н/Д   | Н/Д         | Н/Д         | Н/Д        | Н/Д        | 2:24:17    | 43         |
| Джума Ікангаа    | марафон              | Н/Д       | Н/Д   | Н/Д         | Н/Д         | Н/Д        | Н/Д        | 2:13:06    | 7          |
| Джума Мньямпанда | 5000 м               | 14:05.09  | 15    | не пройшов  | не пройшов  | не пройшов | не пройшов | не пройшов | не пройшов |
| Ікаджі Салум     | 3000 м з перешкодами | 9:10.36   | 9     | не пройшов  | не пройшов  | не пройшов | не пройшов | не пройшов | не пройшов |

Польові дисципліни
| Спортсмен      | Дисципліна    | Кваліфікація | Кваліфікація | Фінал      | Фінал      |
| Спортсмен      | Дисципліна    | Відстань     | Місце        | Відстань   | Місце      |
| -------------- | ------------- | ------------ | ------------ | ---------- | ---------- |
| Закайо Малеква | метання списа | 67.56        | 34           | не пройшов | не пройшов |